# Drusus krusniki
Drusus krusniki là một loài Trichoptera trong họ Limnephilidae. Chúng phân bố ở miền Cổ bắc.